# Johann Joseph Fux
Johann Joseph Fux (1660 – 13. februar 1741) var en østrigsk komponist, musikteoretiker og pædagog i slutningen af barokperioden. Han er mest kendt som forfatter til "Gradus ad Parnassum", (1725) – en lærebog om grundlaget for komposition, der er blevet den mest indflydelsesrige bog om Palestrinastil renæssancepolyfoni. Næsten alle moderne kurser om renæssancens kontrapunkt, en grundpille af musiklæseplaner, står i nogen grad i gæld til Fuxs arbejde.

## Liv og virke
Johann Joseph Fux var ældste søn af Andreas og Ursula Fux. Forældrene var bønder og Fux voksede op i enkle kår. Om hans tidlige liv er ikke stort mere kendt end at han omkring 1680 studerede ved universitetet i Graz, og mellem 1683 og 1687 i Ingolstadt. 
I 1696 blev Fux udnævnt til organist ved Schottenstift i Wien og denne stilling beholdt han frem til 1702, da det kejserlige hof udnævnte ham til hofkomponist. Fra 1701 blev han kapelmester ved Stefansdomen i Wien og i 1711 musikdirektør ved hoffet, en af de vigtigste embeder i det europæiske musikliv. Som musikdirektør skrev han talrige operaer og oratorier.
Hans mest kendte opera Costanza e Fortezza blev opført i Praha i anledning af kroningen af Kejser Karl VI til konge af Böhmen.
Fux underviste i komposition, og blandt hans mest kendte elever var Georg Christoph Wagenseil, Gottlieb Muffat og Jan Dismas Zelenka.

## Værker
Fux' mest indflydelsesrgke værk var kompositionslærebogen Gradus ad Parnassum (1725). Bogen var skrevet på latin og blev i 1742 oversat til tysk af Lorenz Christoph Mizler, en af Bachs elever. Bogen tjente som lærebog i kontrapunkt frem til 1900-tallet.
Fux komponerede 18 operaer, 50 messer, tre requiemer, 57 vespere og salmer, 10 oratorier og  29 partitas. Musikken af Fux gik snart i glemmebogen, men i slutningen af 1800-tallet "genopdaget" Ludwig von Köchel ham, og udgav en biografi og en værkfortegnelse.